# Koupéla
Koupéla is een stad in Burkina Faso en is de hoofdplaats van de provincie Kouritenga.
Koupéla telde in 2006 bij de volkstelling 19.980 inwoners.
De nationale autowegen N4 en N16 lopen door de stad.
De stad is sinds 1956 de zetel van een rooms-katholiek bisdom en sinds 2000 van een aartsbisdom.